# Nasi goreng
El Nasi goreng és un plat d'arròs fregit que sol contenir peix o carn juntament amb vegetals, és típic del Sud-est asiàtic.
Plat tradicional dels pobles de cultura malaia (Malàisia, Singapur i Brunei) així com Indonèsia, també es pot trobar a Surinam i Països baixos per la influència de la immigració Indonèsia lligada al seu passat colonial.
No hi ha una única recepta definida per al nasi goreng, la seva composició i preparació varien molt d'una llar a un altre. No obstant es diferencia de la resta de plats d'arròs fregit asiàtics pel seu gust fumat, lleugerament dolç i salat a l'hora.
El nasi goreng s'ha considerat durant molt de temps un element bàsic de la cuina indonèsia. El 2018, el govern indonesi el reconeix oficialment com un dels sis plats nacionals del país.

## Etimologia
El terme Nasi goreng significa "arròs fregit" en llengua malaia i indonesi.

## Preparació
El nasi goreng es sol servir a casa per esmorzar i tradicionalment es fa amb les restes d'arròs de la nit anterior. La textura de les restes d'arròs cuit es considera més adequada per al nasi goreng que la de l'arròs acabat de cuinar ja que aquest pot ser massa humit i suau per poder ser fregit en un wok.
Es considera que un nasi goreng es compon de tres parts. La primera son els ingredients bàsics com poden ser per exemple ous, carn, peix o gambes, la segona part consisteix en el amanit a base de pasta de bambú o bè en substitució Sambal (pasta composta per all, ceba, sal, pebre i bitxo) i finalment un acompanyament que pot consistir en kerupuk (galeta tradicional del sud-est asiatic), Acar (escabetx fets de cogombre, escalunyes, pastanaga i pebrot en conserva en vinagre), ou ferrat o ceba fregida.